# Salvator duseni
Salvator duseni là một loài thằn lằn trong họ Teiidae. Loài này được Lönnberg mô tả khoa học đầu tiên năm 1910.